# Petria Thomas
Petria Thomas (n. 25 august 1975, Lismore⁠(d), Noul Wales de Sud, Australia) este o înotătoare australiană, medaliată olimpică. A participat la 3 ediții ale Jocurilor Olimpice (1996, 2000, 2004) în care a câștigat 4 medalii de aur, 6 medalii de argint și o medalie de bronz.